# رستم آباد تشاهدغان (مقاطعة فهرج)
رستم‌آباد تشاهدغان (بالفارسية: رستم‌آباد چاهدگان) هي قرية تقع في ناحية نغين كوير في إيران. يقدر عدد سكانها بـ 58 نسمة .